# Nänie
Nänie (la forma alemana del latín naenia, que significa 'canción fúnebre' que lleva el nombre de la diosa romana Nenia, es una composición para coro SATB y orquesta, op. 82 de Johannes Brahms, que pone música al poema Nänie de Friedrich Schiller. 
Brahms completó la composición en el verano de 1881, en memoria de su amigo fallecido, el pintor Anselm Feuerbach, dedicándola a Henriette Feuerbach, la madrastra de su amigo. Fue escrita aproximadamente una década después de Un réquiem alemán, mostrando un enfoque de consolación similar para aquellos que lloran una muerte. Es un lamento sobre la inevitabilidad de la muerte. La primera frase, Auch das Schöne muß sterben, se traduce como 'Incluso la belleza debe morir'. 
Su duración media es de aproximadamente 15 minutos.

## Poema
El lamento de Schiller no es por una persona específica sino por la muerte de lo abstracto 'bello' ('Das Schöne'). Schiller menciona tres episodios de la mitología griega, pero en su mayoría, sin nombres, asumiendo que el lector con conocimiento hará las correspondientes conexiones. El primer episodio se refiere a Orfeo que intenta rescatar a Eurídice del inframundo, el segundo se refiere al duelo de Afrodita por su amante Adonis y el tercero, al esfuerzo fallido de Thetis para salvar a su hijo Aquiles de la muerte.
| Auch das Schöne muß sterben! Das Menschen und Götter bezwinget, Nicht die eherne Brust rührt es des stygischen Zeus. Einmal nur erweichte die Liebe den Schattenbeherrscher, Und an der Schwelle noch, streng, rief er zurück sein Geschenk. Nicht stillt Aphrodite dem schönen Knaben die Wunde, Die in den zierlichen Leib grausam der Eber geritzt. Nicht errettet den göttlichen Held die unsterbliche Mutter, Wann er, am skäischen Tor fallend, sein Schicksal erfüllt. Aber sie steigt aus dem Meer mit allen Töchtern des Nereus, Und die Klage hebt an um den verherrlichten Sohn. Siehe! Da weinen die Götter, es weinen die Göttinnen alle, Daß das Schöne vergeht, daß das Vollkommene stirbt. Auch ein Klaglied zu sein im Mund der Geliebten, ist herrlich; Denn das Gemeine geht klanglos zum Orkus hinab. | ¡lncluso la belleza debe morir! La que subyuga a hombres y dioses, no conmueve el duro corazón del estigio Zeus. Sólo una vez el amor conmovió al señor de las sombras, y aún en el umbral, rigurosamente revocó su regalo. Ni Afrodita pudo curar las heridas del apuesto joven, lacerado por el salvaje verraco en su grácil cuerpo. Ni su madre inmortal salvó al héroe divino, cuando, muriendo en la puerta Escea, cumple su destino. Pero ella surge del mar con todas las hijas de Nereo, y arranca un lamento por su hijo glorioso. ¡Mirad! Los dioses lloran, todas las diosas lloran, que lo bello se deteriora, que lo más perfecto fallece. También es glorioso ser lamento en los labios del amado, porque lo vulgar desciende al Orco sin ningún sonido. |

## Composición

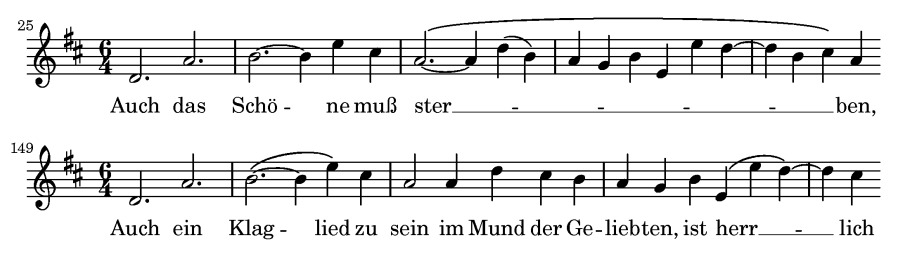
Tema del comienzo y uso posterior.

Brahms comenzó su composición en la primavera de 1880, eligiendo el texto refiriéndose al mundo clásico, por los frecuentes motivos sobre la mitología griega en la obra de su amigo.
El estado de ánimo de la composición de Brahms se describe generalmente como suave, poco dramático y tolerante. Es característico de la atmósfera de la obra, que esté escrita íntegramente en tonalidades mayores a modo de lamento.
Brahms divide formalmente el texto en tres partes, que se corresponden con el contenido del poema: La introducción orquestal, que dura 24 compases, está impregnada de motivos de suspiros y ya introduce el tema de la primera parte del oboe, situándose para que entren las voces sopranos que cantan a la evocación del final de la belleza

## Otras composiciones
También se conserva y se ha grabado la música del texto por Hermann Goetz, compuesta en 1874. Además se han acercado musicalmente Carl Orff en 1956 y Harrison Birtwistle con su Nenia on the death of Orpheus en 1970.